# Episodi
Episodi pour clarinette seule (en français : «  épisodes ») est une œuvre de Giuseppe Ruggiero (1909-1977) composée en 1974.
Cette pièce est publiée aux « edizioni Triquetra ».

## Analyse
Episodi comprend 4 mouvements :
1. Adagio
2. Mosso
3. Molto calmo
4. Allegro vivace

Fort de son expérience d'enseignant de  clarinette au conservatoire de musique Vincenzo-Bellini (it) de Palerme, Giuseppe Ruggiero explore les possibilités de l'instrument et propose au gré des quatre mouvements « une augmentation progressive de la vélocité et de l'utilisation de la technique, de la plus expressive accentuée par le mouvement perpétuel dans le final ».
Cette pièce de musique contemporaine reste d'un niveau accessible à la pratique amateur comme Lied de Luciano Berio et est utilisée lors d'examen.

## Enregistrements
- Sergio Bosi, 20th-century italian clarinet solos (Naxos, 2012)[1].